# José Arturo Estabillo
José Arturo Estabillo (Ushuaia; 7 de agosto de 1949), es un político y docente fueguino, primer Gobernador provincial de Tierra del Fuego, Antártida e Islas del Atlántico Sur y, hasta la actualidad, segundo gobernador nacido en la provincia, después de Ruperto Bilbao, gobernador en el período 1963-1966.

## Biografía

### Orígenes
Su abuelo materno, Arturo Ángel, se radicó en Ushuaia en 1913. Su abuela, Carmen Rodríguez, se radicó al año siguiente con sus tres hijos. Arturo y Carmen tuvieron cinco hijos más, entre ellos, la madre del futuro gobernador, Josefina María Ángel, conocida como Doña Josefa.
Arturo Ángel se desempeñó un tiempo como guardiacárcel en el penal de Ushuaia, empleo al que renunció por no acordar con situaciones que se vivían cotidianamente en el presidio.
En 1945 Josefa contrajo matrimonio con José Estabillo, argentino, nacido en Las Flores, Buenos Aires. Tuvieron dos hijos: María del Carmen y José Arturo. En 1953 enviudó, y cuatro años más tarde se empleó como enfermera en el hospital local.
Está casado con Julieta Valencia Donat, politóloga y conductora de 5 programas de televisión. Su programa Opiniones se emite por el canal Metro a todo el país.

### Infancia y juventud
José Arturo Estabillo nació en Ushuaia, el 7 de agosto de 1949. Cursó sus estudios primarios en el entonces Colegio San Benito, de dicha ciudad austral.
En 1966 se recibió de perito mercantil, en el Colegio Don Bosco de Río Gallegos, Santa Cruz, en donde residía como alumno pupilo. Dadas sus buenas calificaciones, obtuvo una beca de estudios en Buenos Aires, donde obtuvo el título de Técnico en Estadísticas.

## Carrera política
Realizó su militancia política en la Unión Vecinal, que posteriormente se transformó en el Movimiento Popular Fueguino (MOPOF).

### Actividades y cargos
Trabajó en el Colegio Nacional José Martí de Ushuaia como docente de contabilidad y mecanografía. En 1983 fue elegido intendente de la ciudad de Ushuaia, desempeñándose en el cargo hasta 1985. Entre 1987 y 1988 fue Secretario Administrativo de la Legislatura de Tierra del Fuego, período 1987-1988.
Se desempeñó como Presidente del Fondo Fiduciario Federal de Infraestructura Regional. Fue el primer gobernador constitucional de la provincia, siendo reelecto para un segundo período sucesivo como gobernador.
También fue Convencional Constituyente para la redacción de la Constitución Provincial fueguina y Constituyente en la Reforma de la Constitución Nacional Argentina de 1994.

### Gobernador de Tierra del Fuego AIAS

#### Muerte de Víctor Choque
Durante una manifestación de trabajadores despedidos realizada en Ushuaia el 12 de abril de 1995, Estabillo fue quien dio la orden a la policía provincial para llevar a cabo una represión que acabó con la vida de Víctor Choque, uno de los manifestantes. El funcionario contó además con un refuerzo de trescientos gendarmes, enviados por el gobierno nacional, por entonces a cargo de Carlos Menem.
Choque era un obrero oriundo de Salta y se trató del primer fallecido en una situación de protesta social desde el retorno a la democracia en el país.
Por el crimen fue condenado a nueve años de prisión el policía Félix Polo. Accesoriamente, el sargento primero Rafael López y el cabo primero Carlos Flores fueron condenados por los hechos de represión.

#### Desplazamiento temporal del cargo
El 4 de noviembre de 1997, fue suspendido por 60 días en sus funciones de gobernador por la sala acusadora de la Legislatura de la provincia de Tierra del Fuego, luego de haberlo acusado de irregularidades en una operación con bonos públicos, que habría afectado las rentas provinciales por cuatro millones de pesos. El vicegobernador Miguel Ángel Castro quedó brevemente a cargo del ejecutivo. El caso luego pasó a la sala juzgadora de la Legislatura, compuesta por el entonces titular del Tribunal Superior de Justicia, un diputado provincial de la Unión Cívica Radical, tres del Partido Justicialista y cuatro del Movimiento Popular Fueguino. 

Restitución del cargo
Al no haber encontrado prueba de lo que se lo acusaba, el 10 de diciembre de 1997 fue restituido como gobernador.